# بلانکا واش
بلانکا واش (مجاری: Vas Kata Blanka؛ زادهٔ ۳ سپتامبر ۲۰۰۱) دوچرخه‌سوار اهل مجارستان است. از باشگاه‌هایی که در آن بازی کرده است می‌توان به بولز–دولمنز اشاره کرد.
وی در مسابقات کشوری و بین‌المللی در مجموع برندهٔ ۵ مدال نقره، ۲ مدال برنز شده است.